# Lindsay Crouse
Lindsay Ann Crouse, mais conhecida por Lindsay Crouse,  (Nova Iorque, 12 de maio de 1948) é uma atriz norte-americana.
Seu papel mais famoso foi em Jogo Fatal, filme de 1987, dirigido e escrito por David Mamet, que era seu marido na época. Foi indicada para o Óscar de melhor atriz secundária por sua atuação em Um lugar no coração, filme de 1984.
Lindsay Crouse também é conhecida por sua atuação na quarta temporada de Buffy, a Caçadora de Vampiros, onde ela frequentemente faz o papel (coadjuvante/secundária) da Professora Maggie Walsh. É também famosa por sua notável interpretação da mulher insatisfeita do jogador Ned Braden, na comédia clássica Vale tudo.
Lindsay é filha de Russel Crouse, e seu nome completo, Lindsay Ann Crouse, é uma homenagem deliberada à parceria de seu pai com Howard Lindsay, que se chamava Lindsay e Crouse. Mais do que uma homenagem, é um trocadilho, uma vez que seu nome completo tem pronúncia praticamente igual ao nome em inglês da parceria, Lindsay and Crouse. Essa hipótese não deve ser desprezada, pois uma das marcas da parceria era o humor fino e sutil.

## Filmografia selecionada
- Somewhere Slow (2012)
- No Lugar e na Hora Errada (2002)
- Impostor (2002)
- Lembranças de James Dean (2001)
- O Informante (1999)
- O Intruso (1998)
- Um Nome sem Limites (1997)
- O Preço de Uma Escolha (1996)
- A verdadeira história de Marilyn Monroe (1996)
- A invasão (1996)
- A Jurada (1996)
- Os Descasados (1995)
- A Chave Mágica (1995)
- Being Human (1993)
- Vidas Paralelas (1994)
- Horas de Desespero (1990)
- Columbo:Sex and the Married Detective (1989)
- Communion (1989)
- Lemon Sky (1988)
- Jogo Fatal (1987)
- Iceman (1984)
- Um lugar no coração (1984)
- Daniel (1983)
- Krull (1983)
- O Veredito (1982)
- O Príncipe da Cidade (1981)
- Between the Lines (1977)
- Vale Tudo (filme) (1977)
- Todos os Homens do Presidente (1976)